# Cummins

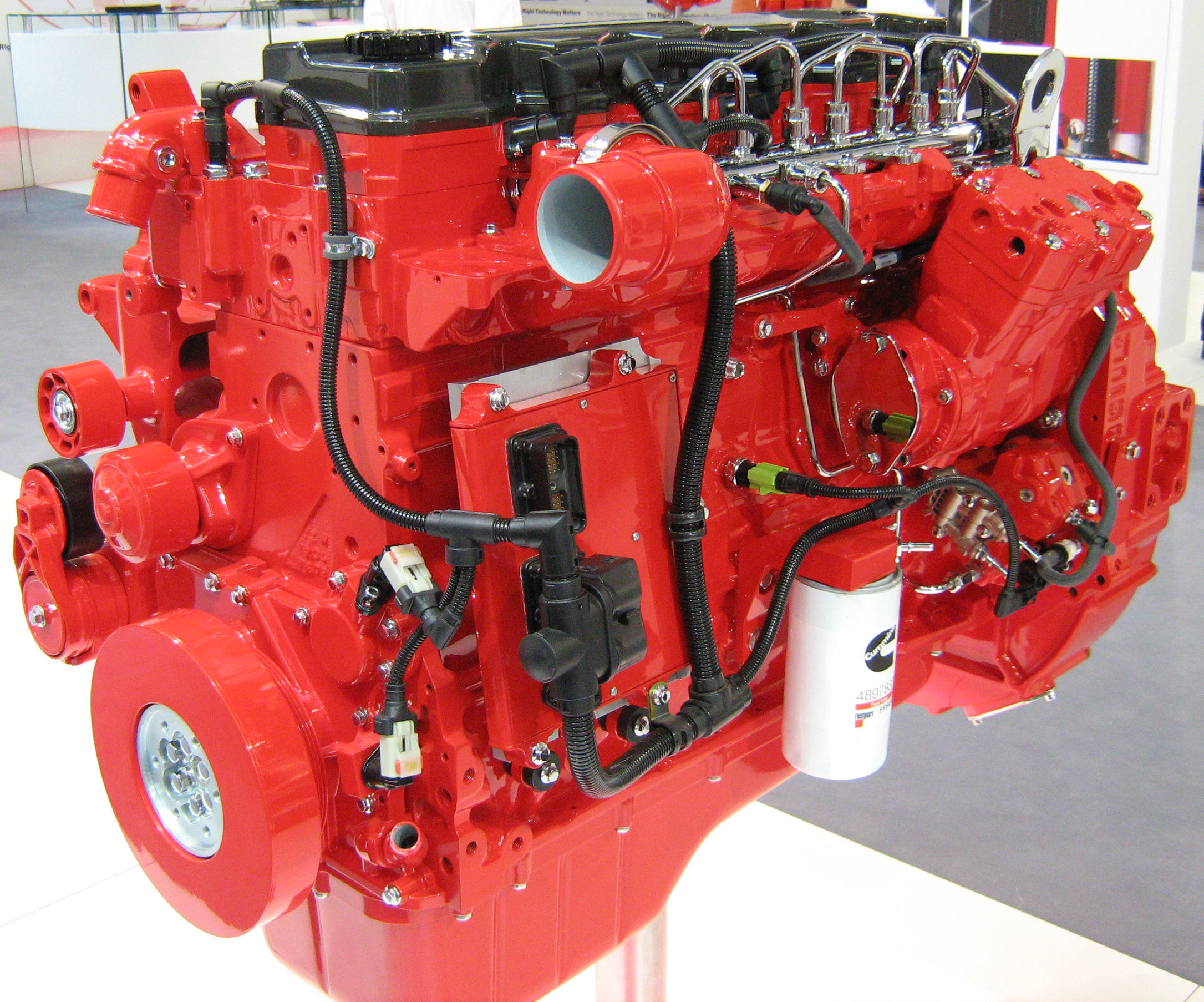
Silnik wysokoprężny Cummins ISB6.7

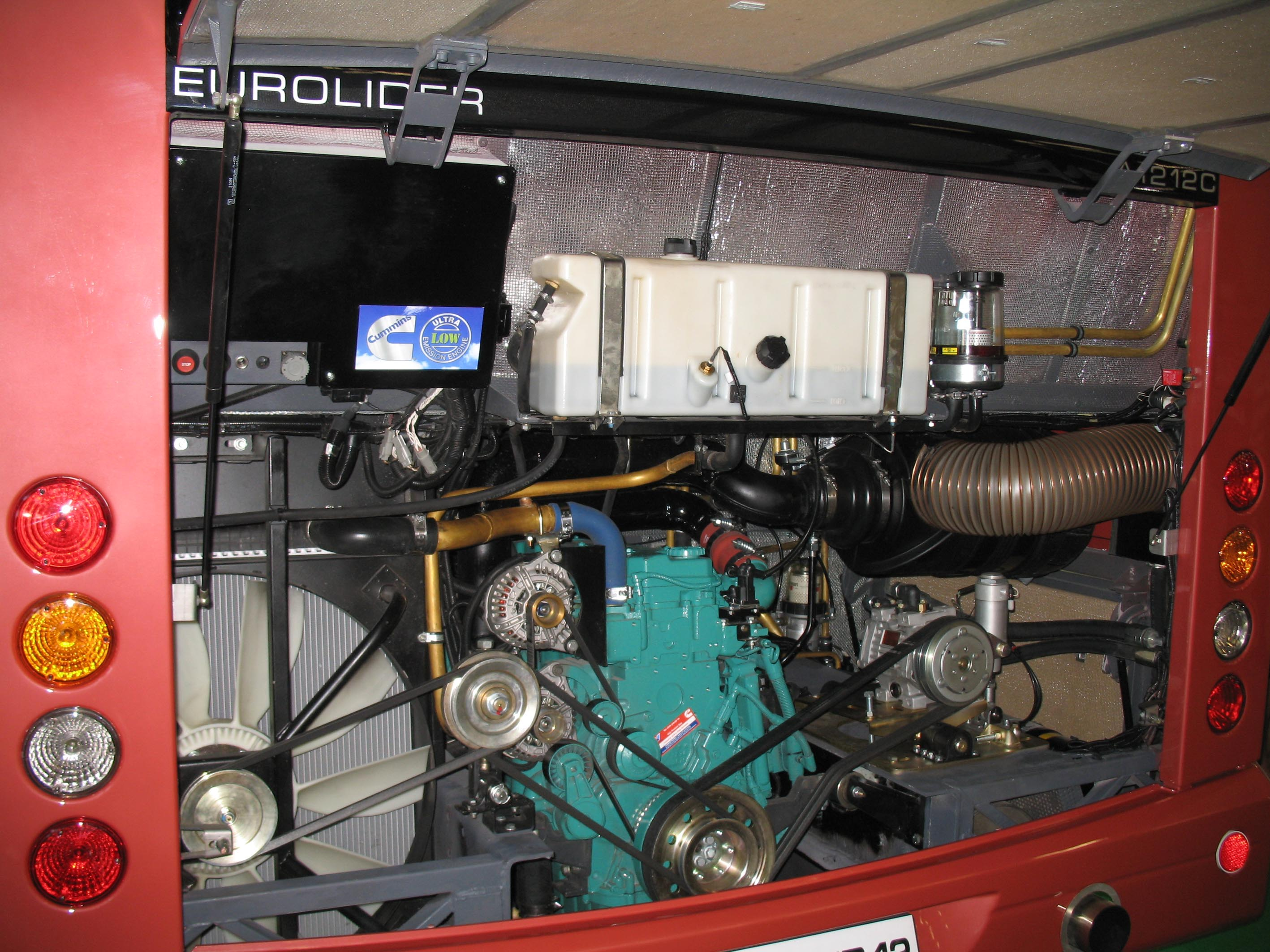
Silnik wysokoprężny Cummins ISB6.7E5 300 Euro 5 w autobusie Autosan A1212C Eurolider

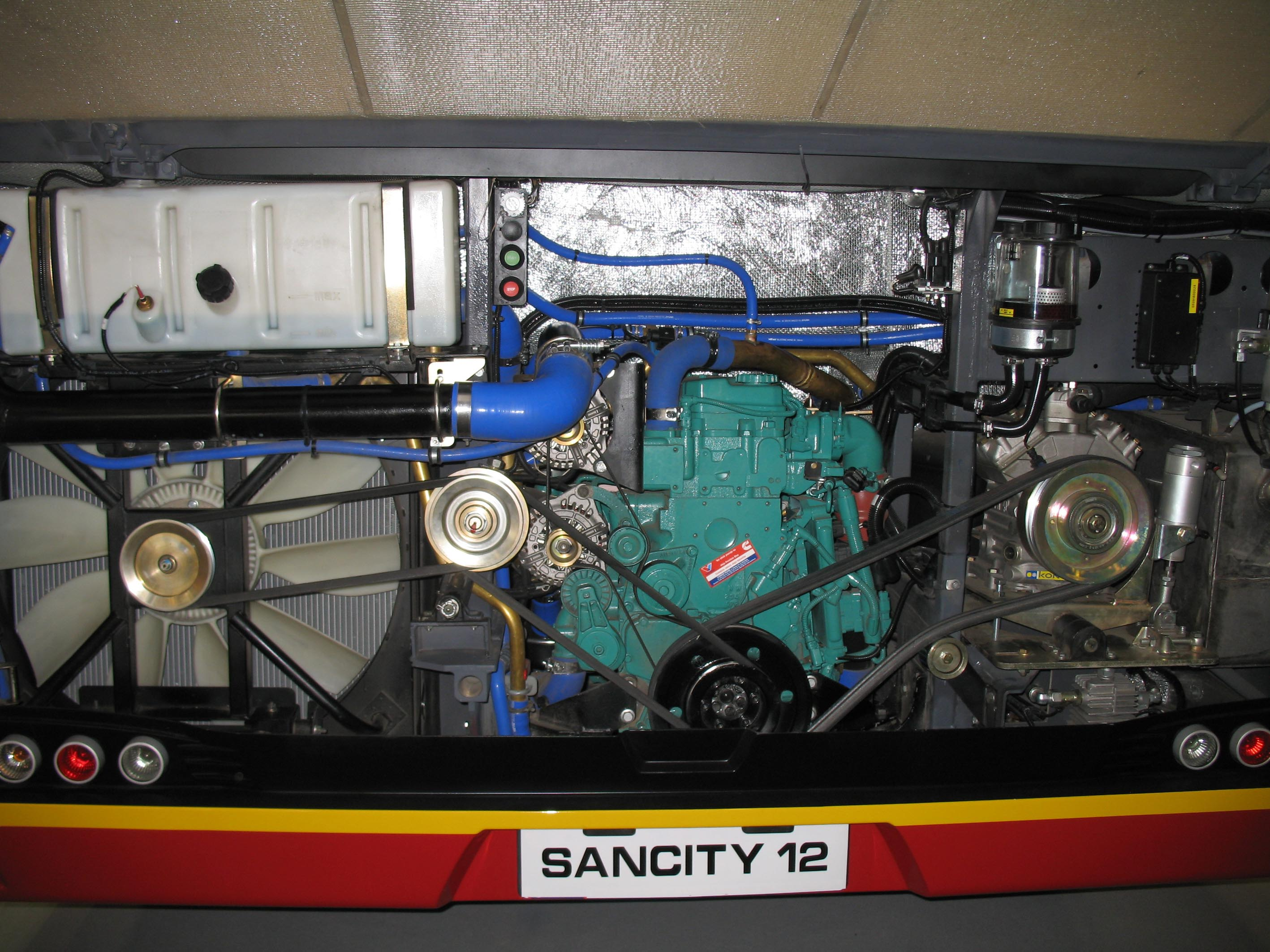
Silnik wysokoprężny Cummins ISB6.7E5 250B w autobusie Autosan M12LE Sancity

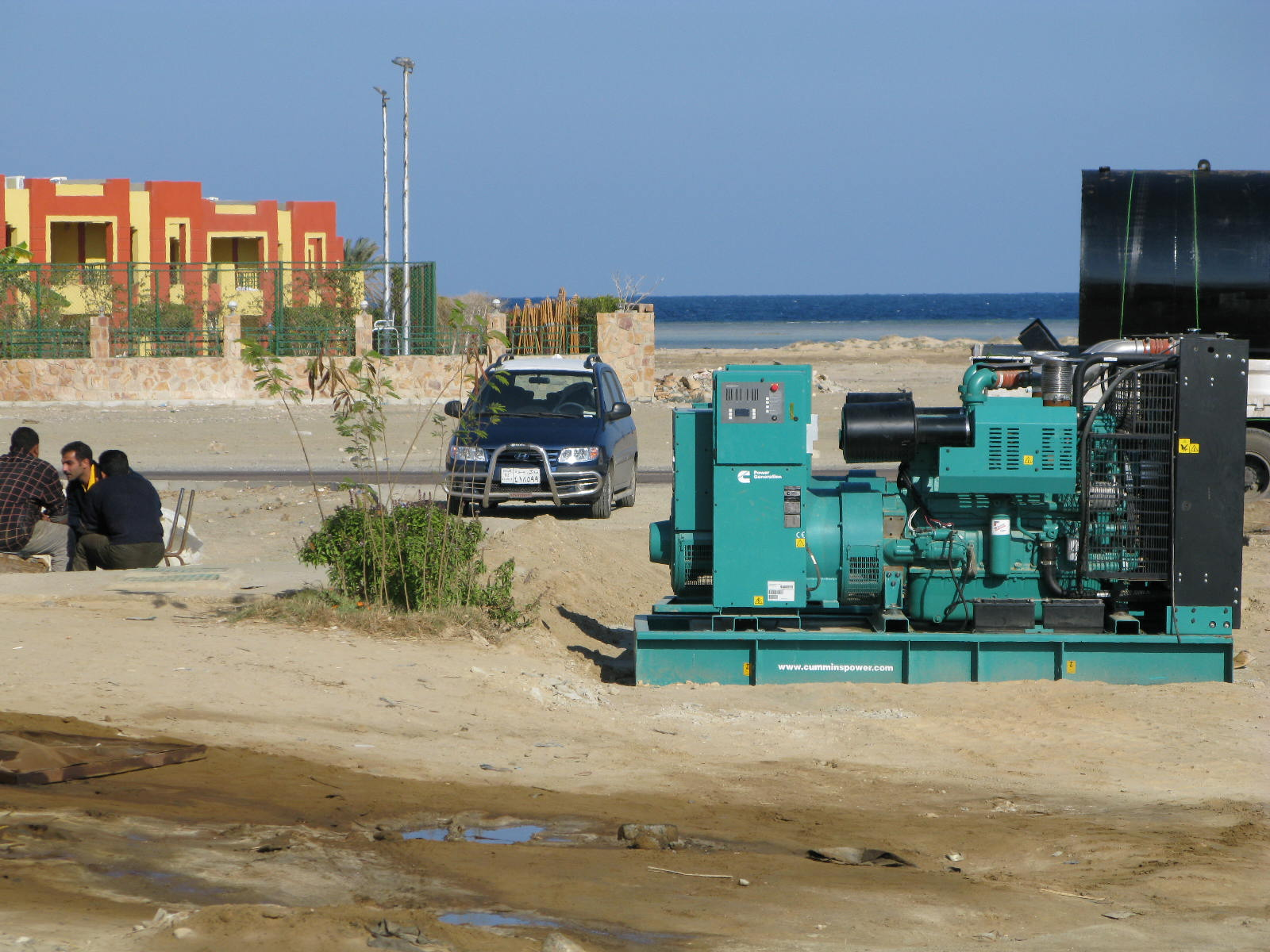
Agregat prądotwórczy z silnikiem Cummins o mocy 150 kW w Egipcie

Cummins Inc. – koncern zajmujący się konstruowaniem i produkcją silników wysokoprężnych oraz innych układów napędowych dla producentów ciężarówek, autobusów, maszyn budowlanych, przemysłowych, rolniczych, kolejowych, sprzętu morskiego, wojskowego. Siedziba znajduje się w Columbus w stanie Indiana (USA).
Firma „Cummins Engine Company” powstała 3 lutego 1919 roku, dzięki dwóm osobom. Pierwszym był William Glanton „W.G.” Irwin, bankier i inwestor, drugim Clessie Lyle Cummins, mechanik samouk-wynalazca. W roku 1908 Irwin zlecił Cumminsowi obsługę swojego samochodu, co zapoczątkowało ich współpracę. W okresie I wojny światowej, dzięki kontraktom rządowym, Cummins prowadził dobrze prosperujący warsztat. W tym czasie zrozumiał, że silniki wysokoprężne posiadają przed sobą dużą przyszłość. Wynikało to z ich niskiego zużycia paliwa, niezawodności, trwałości.
Pierwszy silnik firmy powstał w 1919 r. na bazie kupionej licencji, miał on moc 6 KM. Była to stacjonarna, czterosuwowa jednostka, wymagająca dopracowania. Z pomocą inżyniera H.L. Knudsena, Clessie Cummins opracował w krótkim czasie własny projekt, posiadający oryginalne rozwiązania m.in. układu paliwowego.
Cummins oprócz silników wysokoprężnych (o mocach od 18 do 3500 KM), produkuje silniki na sprężony gaz ziemny, agregaty prądotwórcze do 2700 kVA, związane z nimi technologie i komponenty silnikowe, elementy układów paliwowych, układów kontrolnych, układów filtracyjnych. Nowoczesne silniki wysokoprężne są dostarczane jednocześnie z układami dolotowym i wydechowym.
Firma Cummins rozpoczęła produkcję napędów alternatywnych w 1990 roku, od marca 2001 roku współpracuje w tym zakresie z firmą Westport Innovations. W spółce joint-venture Cummins Westport Inc., z siedzibą w Vancouver w Kanadzie, oba koncerny mają po 50% udziałów. Zajmuje się ona opracowywaniem i sprzedażą na całym świecie silników zasilanych paliwami alternatywnymi. Cummins Westport sprzedaje trzy rodziny silników (B, C i L) przystosowanych do spalania gazu ziemnego (zasilanych CNG, LPG, ewentualnie LNG), korzystających z układu LBSI (zapłon iskrowy zubożonej mieszanki) o mocy maksymalnej do 235 kW (320 KM). Silnik zasilany LPG ma układ LBSI i osiąga moc maksymalną do 143 kW (195 KM). Wszystkie jednostki są produkowane w zakładach Cummins w Rocky Mount w Karolinie Północnej.
Cummins posiada fabryki i magazyny części zamiennych na całym świecie, choć większość pracowników jest zatrudnionych w Stanach Zjednoczonych. Zatrudnia ponad 20 tys. pracowników. Poza Ameryką Północną jej wyroby są często stosowane m.in. przez europejskich producentów autobusów, także działających w Polsce.
W październiku 1980 roku Cummins zawiązał spółkę joint venture z Case Corp. – Consolidated Diesel Co. (CDC), która wyprodukowała pierwszy silnik 1 lipca 1983 r.
W 1996 roku pomiędzy Cummins i dwoma spółkami Fiat Group – Iveco N.V. i New Holland, później jako CNH Global N.V. utworzono spółkę joint venture European Engine Alliance (EEA) w celu wspólnej kooperacji w zakresie zaprojektowania i produkcji silników NEF (New Engine Family). EEA obejmuje aktywa produkcyjne w Turynie we Włoszech. W 2008 roku Cummins sprzedał swoje udziały w EEA włoskiemu Fiat Powertrain Technologies oraz nabył od CNH udziały w CDC (Consolidated Diesel Corporation).
19 września 2006 w Nabiereżnych Czełnach w Tatarstanie w Rosji otwarto linię produkcyjną silników Cummins serii B. Ich produkcją zajmuje się spółka j.v. Cummins-KAMA, partnerem posiadającym 50% akcji i głównym odbiorcą produktów jest firma Kamaz. Docelowa zdolność produkcyjna sięga 24 tys. sztuk rocznie. Zakres mocy maksymalnej produkowanych silników wynosi od 120 do 275 KM.
W 2008 Cummins i chińska firma Beiqi Foton Motor powołały nową spółkę joint-venture pod nazwą Cummins-Foton, mającą się zajmować produkcją silników wysokoprężnych w Chinach.
W skład koncernu Cummins Inc. wchodzą następujące firmy:
- „Cummins Power Generation” – produkuje agregaty prądotwórcze, pracujące w trybie podstawowym, jak i awaryjnym o mocy od 8 kW do 3,3 MW. Mają one zastosowanie na placach budowy, w supermarketach, telekomunikacji, bankach, szpitalach, szkołach, oraz fabrykach.

- „Fleetguard” – produkuje układy filtracyjne do takich produktów takich jak: samochody ciężarowe, autokary i autobusy, agregaty prądotwórcze, maszyny budowlane, maszyny rolnicze, maszyny specjalistyczne, oraz pomocnicze silniki okrętowe i morskie.

- „Nelson” – produkuje układy wydechowe i układy dolotowe dla silników wysokoprężnych.

- „Newage International” – produkuje synchroniczne generatory prądu.

- „Holset” – produkuje turbosprężarki dla przemysłu samochodowego, maszyn budowlanych, silników dla zastosowań morskich oraz agregatów prądotwórczych.